# Generala Ždanova
La rue Generala Ždanova (en serbe cyrillique : Генерала Жданова) est située à Belgrade, la capitale de la Serbie, dans la municipalité urbaine de Novi Beograd.
Elle doit son nom à Vladimir Jdanov (1894-1949), un militaire soviétique.

## Parcours
La rue Generala Ždanova prend naissance au niveau de la rue Jerneja Kopitara. Elle s'oriente vers le sud, croise la rue Džona Kenedija et se termine dans le boulevard maršala Tolbuhina.

## Transports
La rue sert de terminus à plusieurs lignes de bus de la société GSP Beograd, soit les lignes 16 (Karaburma II - Novi Beograd Generala Ždanova), 81 (Novi Beograd Generala Ždanova – Ugrinovački put – Altina I), 81L (Novi Beograd Generala Ždanova – Dobanovački put – Altina I) et 612 (Novi Beograd Generala Ždanova – Kvantaška pijaca – Nova Galenika)